# Lech Antonio Uszynski

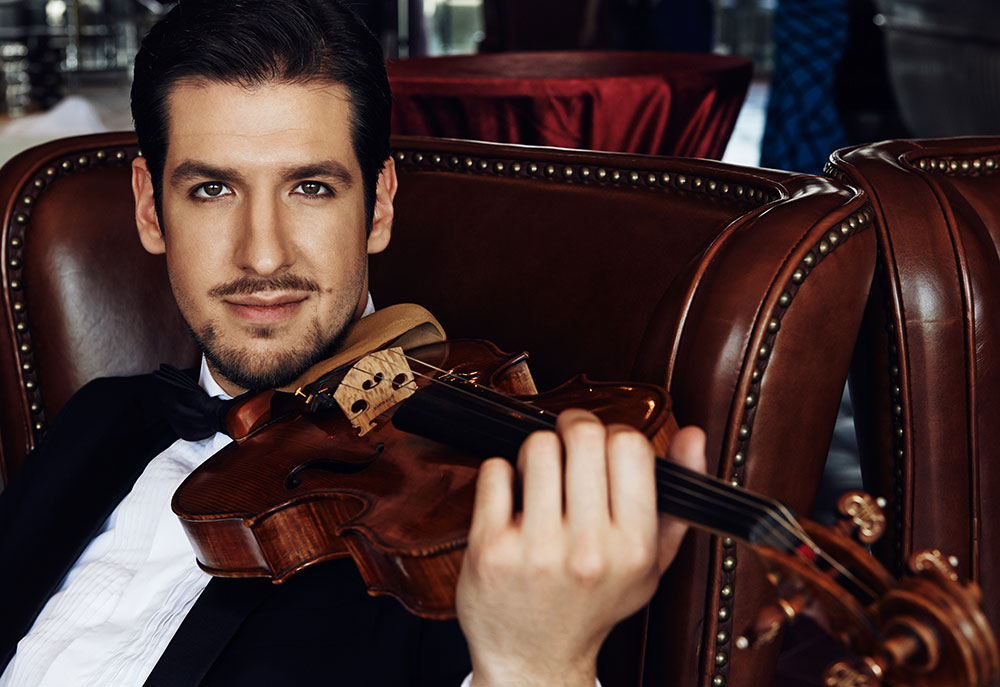
Lech Antonio Uszynski

Lech Antonio Uszynski (* 1986 in Padua, Italien) ist ein polnisch-schweizerischer Bratschist.

## Leben
Lech Antonio Uszynski wurde in Italien als Sohn einer polnischen Musikerfamilie geboren und ist in der Schweiz aufgewachsen. Er begann im Alter von sechs Jahren mit dem Geigenspiel. Seine musikalische Grundbildung erhielt er zunächst von seinem Vater. Seine akademische Ausbildung im Fach Violine erhielt er dann von Ana Chumachenco an der Zürcher Hochschule der Künste und folgend von Zakhar Bron an der selbigen Hochschule. Seine Ausbildung im Fach Bratsche erhielt er von Rudolf Borissowitsch Barschai und Michel Rouilly.
Als Solist und Kammermusiker trat er in Sälen wie der Berliner Philharmonie, der Elbphilharmonie Hamburg, dem Konzerthaus Berlin, der Liederhalle Stuttgart, der Laeiszhalle Hamburg, dem Herkulessaal München, der Tonhalle Zürich, dem Wiener Konzerthaus, dem Théâtre des Champs-Élysées, der Suntory Hall Tokio und weiteren auf. Zu seinen Kammermusikpartnern zählen Lars Vogt, Christian Tetzlaff, Vilde Frang, Julian Rachlin, Antoine Tamestit, Dmitri Sitkowetski, Alexander Sitkovetsky, Maximilian Hornung, Mayuko Kamio, Danjulo Ishizaka, Yulianna Avdeeva, Thomas Demenga oder Gerard Wyss.
Lech Antonio Uszynski tritt regelmäßig als Solist und Kammermusiker in der Schweiz und dem Ausland auf. Er gastierte u. a. bei Festivals wie dem  Schleswig-Holstein Musik Festival, dem Rheingau Musik Festival, den Festspielen Mecklenburg-Vorpommern den Interlaken Classics, dem Vier Jahreszeiten Festival Riehen, dem Cully Classique, und den NCPA May Festival in Peking. Neben seiner großen stilistischen Bandbreite als Interpret pflegt er auch eine leidenschaftliche Tätigkeit als Dozent und war in den letzten Jahren regelmäßig an Meisterkurse und Hochschulen eingeladen. Lech Antonio Uszynski ist Professor für Viola am Royal Conservatoire in Den Haag.
Lech Antonio Uszynski ist seit 2010 Mitglied im Stradivari Quartett. Er spielte von 2010 bis 2017 auf der Stradivari-Viola „Gibson“ (Cremona 1734) der Stradivari Stiftung Habisreutinger. Seit 2017 spielt er eine Viola von Hendrick Willems aus dem Jahr 1690.

## Diskografie
- 2019: "Progetto Gibson" - Marcello, Brahms, Joachim & Shostakovich - RCA Red Seal (Sony music Germany)
- 2018: Stradivari Quartett – F. Schubert: G-Dur & Quartettsätze – RCA Red Seal (Sony music)
- 2018: Stradivari Quartett – R. Schumann: 3 Streichquartette – RCA Red Seal (Sony music)
- 2015: Stradivari Quartett – "Preussischen Quartette" W.A. Mozart - Solo Musica (Sony)
- 2011: mit Kevin Griffiths – Steve Reich, Different Trains, Warner Classics
- 2008: Trio Elegiaque: Arensky, Rachmaninoff & Schostakowitsch
- 2008: George Crumb: Black Angels – DVD-Produktion, ZHdK Records